# Новое государство (Португалия)
«Но́вое госуда́рство» (порт. Estado Novo [ɨʃˈtadu ˈnovu]) — политический режим и специфический уклад экономики, существовавшие в Португалии с 1933 по 1974 годы и ассоциируемые с личностью Антониу ди Салазара. В советской историографии режим Салазара именовался «фашистским».

## Предыстория
Военный переворот, совершённый в Португалии 28 мая 1926 года, покончил с Первой республикой, описываемой современниками как период «непрерывной анархии, правительственной коррупции, массовых беспорядков и грабежей, убийств, внесудебного заключения под стражу и преследования верующих». За 16 лет в стране сменились 8 президентов, 44 правительства и произошла 21 революция.
Установившаяся после переворота режим военной диктатуры (Ditadura Militar), во главе которой, в конечном счёте, оказался генерал Антониу Ошкар Фрагозу Кармона, через два года сменилась «Национальной диктатурой» (Ditadura Nacional), ставшей переходным периодом от военной диктатуры к «Новому государству». Генерал Кармона, ставший сначала временным президентом страны, переизбирался на эту должность в 1928, 1935, 1942 и 1949 годах и умер в этой должности 18 апреля 1951 года.
В 1926 году основной проблемой португальской экономики был её огромный государственный долг. С 1926 по 1928 годы Салазару несколько раз предлагалась должность министра финансов, которую он согласился занять только ввиду надвигающегося краха финансовой системы страны и на условии личного контроля всех государственных расходов. 26 апреля 1928 года Салазар стал 81-м министром финансов Португалии.
Получив практически неограниченные полномочия в сфере государственных финансов, Салазар за один год ликвидировал дефицит бюджета и стабилизировал португальскую валюту. Установив финансовую дисциплину, настойчиво сокращая расходы и неэффективные затраты, новый министр финансов добился беспрецедентного в истории Португалии результата — профицита бюджета. Налоговые реформы Салазара обеспечили увеличение доходов бюджета, государственный долг был сокращён, выделялись значительные средства на экономическое развитие, общественные работы, оборону и социальную сферу.

## Общая характеристика политики и государственного устройства
В 1932 году занимавший с 1928 года должность министра финансов Антониу Салазар был назначен премьер-министром страны и подготовил проект конституции, принятой 19 марта 1933 года на референдуме. Проект новой конституции, составленный под руководством Салазара и Марселу Каэтану, был опубликован за год до референдума для его общественного обсуждения в прессе. За конституцию проголосовали 719 364 человека, 5955 человек проголосовали против, 488 840 голосовавших воздержались, но их голоса были засчитаны как поданные в поддержку конституции. По мнению некоторых исследователей, такое большое количество воздержавшихся могло быть обусловлено тем, что новая конституция предусматривала пакет нововведений, который должен был быть либо принят, либо отвергнут гражданами во всей его полноте, без возможности выборочных решений. В референдуме могли участвовать женщины, впервые в истории страны получившие право голоса (чего не было даже во время Первой республики), правда, при наличии у них среднего образования, в то время как для мужчин было достаточно умения читать и писать.
Конституция, с принятия которой и началось «Новое государство», была основана на идеологии корпоративизма и была объявлена «первой корпоративной конституцией в мире». По ней президент избирался на 7 лет грамотными мужчинами или теми, кто платил не менее 100 эскудо налогов в год, а также женщинами, имевшими образование не ниже среднего или платившими налоги в размере не менее 200 эскудо ежегодно, поэтому избирательным правом могли воспользоваться лишь 1,2 млн человек из 7 млн жителей страны. Президент назначал премьер-министра и министров. Правительство формально отвечало перед президентом, а не перед ассамблеей. Ассамблея состояла из 120 депутатов, избиравшихся на 4 года. Законодательной инициативой обладали и правительство, и ассамблея, но ассамблея носила декоративный характер и не могла принимать решения, которые увеличивали бы расходы или снижали доходы. Руководители 18 провинций назначались центральной исполнительной властью. Была создана корпоративная палата — консультативный орган, избиравшийся культурными и профессиональными ассоциациями, созданными режимом и ему же подконтрольными, а также организациями предпринимателей. Свобода слова, собраний, прессы в конституции предусматривались, но была статья, по которой правительство ограничивало эти свободы «для общей пользы».
Португальское корпоративное государство имело некоторое сходство с итальянским фашизмом, однако его подход к моральному обоснованию власти существенно отличался. Салазар дистанцировался от диктатуры фашистского толка, которую расценивал как языческую цезарианскую политическую систему, не признающую ни юридических, ни моральных ограничений. По мнению Салазара, немецкий национал-социализм также пропагандировал некоторые элементы язычества, которые Салазар считал отталкивающими. Накануне Второй мировой войны Салазар сделал следующее заявление:

Мы противостоим всем формам интернационализма, коммунизма, социализма, синдикализма и всему тому, что может посеять раздоры в семье, низвести её значение до минимума или разрушить её. Мы против классовой борьбы, безверия и нелояльности к собственной стране; против рабства, материалистического восприятия жизни и превосходства силы над правдой.
Оригинальный текст (англ.)We are opposed to all forms of Internationalism, Communism, Socialism, Syndicalism and everything that may divide or minimise, or break up the family. We are against class warfare, irreligion and disloyalty to one's country; against serfdom, a materialistic conception of life, and might over right.

## Экономические и политические основы
Политическая и экономическая система «Нового государства» базировалась на двух понятиях: корпоративизме и колониализме. Экономическая система, известная как корпоративизм, основывалась на так называемом католическом социальном учении, основы которого были изложены в папских энцикликах Rerum Novarum и Quadragesimo anno, декларировавших необходимость частной собственности, гарантированного минимального уровня доходов трудящихся, право и необходимость для государства вмешиваться в экономику в роли арбитра и необходимость для церкви использовать своё влияние с целью обеспечения классовой гармонии.
«Пусть трудящийся и работодатель будут свободны в заключении [трудовых] соглашений, в особенности же пусть они свободно договариваются относительно заработной платы; однако, естественная справедливость настоятельно требует… достаточности заработка для обеспечения всем необходимым экономного и добропорядочного работника. Если же вследствие нужды или страха ещё большего бедствия работник соглашается на тяжёлые условия, поскольку наниматель или рядчик не предлагают ему никаких иных, то работник становится жертвой насилия и несправедливости».
Католическое социальное учение налагало определённые обязательства на обе стороны трудовых отношений. Например, от работников требовалось полное и добросовестное исполнение работ, а также воздержание от вандализма и насильственных действий; а от работодателя — уважение достоинства работников и поручение им работы, соответствующей способностям каждого работника. Государство же должно было защищать как права рабочих, так и права работодателей, не допуская злоупотреблений своими правами ни с той, ни с другой стороны.
Очевидно, что в такой системе, призванной сплотить общество и предотвратить классовую борьбу, не было места политическим партиям, как инструментам политической борьбы различных классов и социальных слоёв за свои групповые интересы. Отсюда логически следовал антипарламентаризм «Нового государства» и его общая авторитарность, которые были приняты — с разной степенью поддержки — большинством населения страны после негативного опыта политического хаоса и беззакония Первой республики. В католической Португалии широко распространилось убеждение в том, что либерализм не соответствовал ни национальному характеру, ни культуре страны.
Салазар был настолько последовательным в своем подавлении любых политических партий, что объявил о «ненужности» даже католической политической партии Centro Católico Português, аргументируя это тем, что церковь должна играть социальную, а не политическую роль. Это вызвало противодействие со стороны Кардинала-патриарха Португалии Сережейры, остановленное лишь личным указанием Папы Римского Пия XI Сережейре уделять основное внимание делам общественным, а не политическим. Статья 45 Конституции 1933 года предусматривала свободу публичного и частного исповедания любых религий вместе с правом создания церковных организаций и ассоциаций с соблюдением норм закона и порядка.
Вопреки широко распространённой классификации «Нового государства» как политического режима фашистского толка, португальские сторонники радикального фашизма подвергались не меньшим преследованиям, чем португальские коммунисты; Португалия сохраняла нейтралитет в ходе Второй мировой войны; в отношении Салазара к нацистской Германии основополагающим было его восприятие не как союзника, а как бастиона антикоммунизма; идеологии «Нового государства» был чужд антисемитизм. По мнению американского историка Роберта Пакстона, Салазар «раздавил португальский фашизм после того, как скопировал некоторые из его методик мобилизации общественной поддержки».

## Португалия в условиях «Нового государства»
С 1933 года Португалией фактически управлял Салазар. Правящей и единственной партией являлся Национальный союз. Видную роль играла государственная военизированная организация Португальский легион (LP). Главы Португальского легиона — профессор-экономист Жуан Кошта Лейте (первый президент LP) и адмирал флота Энрике Тенрейру (последний президент LP) — являлись ведущими идеологами режима.
Проводились выборы, но они всегда оспаривались оппозицией, которая обвиняла власти в фальсификации результатов и пренебрежении принципом пропорциональности. До 1945 года парламентские выборы проводились на безальтернативной основе; на выборах в 1945 году было разрешено участвовать оппозиции, сформировавшей Движение демократического единства, однако в итоге оппозиция отказывалась от участия в выборах.
Согласно Национальному статуту о труде, введённому в действие 23 сентября 1933 года, забастовка каралась заключением в тюрьму, а позже и в концентрационный лагерь Таррафал на Островах Зелёного Мыса. В тот же день другим декретом была введена государственная система ассоциаций работодателей, которые стали называться гремиу (gremios). В отношении крестьян и рыбаков режим ограничился организацией так называемых народных домов и домов рыбаков в сельских местностях, которые не пользовались у населения популярностью, и даже в 1956 г. едва охватывали 20 % крестьян. Крупные же землевладельцы, особенно в Алентежу, подобно промышленникам, организовывались для лоббирования своих интересов. В 1949 году они даже выдвинули «оппозиционный список» во главе с Жозе Адриану Пекиту Ребелу. Отношения между государственной бюрократией, крупным капиталом и землевладением временами сильно осложнялись из-за склонности правительства к централизации и регламентации хозяйства.
Несмотря на то, что в 1930-е годы 70 % населения страны было неграмотным, Салазар заявил в 1932 году: «Я считаю более важным делом создание элиты, чем обучение народа чтению». Поэтому неграмотность уменьшалась медленно: в 1950 году неграмотных было 40 %, а в 1970 году — 15 %. Однако по сравнению с Первой республикой, одним из главных лозунгов которой была ликвидация неграмотности, «Новое государство» добилось гораздо больших успехов в этом деле. При Первой республике (с 1911 по 1930 годы) количество грамотных среди несовершеннолетних в возрасте от 7 до 14 лет увеличилось с 26 до 33 процентов, а при «Новом Государстве» этот показатель составлял 56 % в 1940 году, 77 % — в 1950 году и 97 % — в 1960 году.
Отделение церкви от государства хотя и сохранялось, но государство восстанавливало почти все привилегии Католической церкви, существовавшие при монархии, включая финансовую поддержку. 7 мая 1940 года был заключён конкордат с Ватиканом, согласно которому государство оплачивало 30 % стоимости строительства храмов, если верующие собирали остальные 70 %. В 1940 году офицерам и другим государственным служащим были запрещены гражданские браки, они были обязаны венчаться в храме. Другим указом офицерам было запрещено жениться на женщинах без университетского образования.
Действовала жёсткая цензура, даже президент США Джон Кеннеди был в списке запрещённых авторов. Салазар часто делал два разных заявления по одному и тому же поводу — для заграницы и для Португалии.

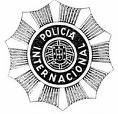

Действовала политическая полиция, PIDE (порт. Polícia internacional e de Defesa do Estado — Полиция по международным делам и защите государства), а позднее DGS (Direcção Geral de Segurança — Генеральное управление безопасности), которая начиналась как PVDE (Polícia de Vigilancia e Defesa do Estado — Полиция надзора и защиты государства), преследовавшая любую оппозицию. Директора ПИДЕ — Агоштинью Лоренсу, Антониу Невиш Граса, Омеру ди Матуш и Фернанду Эдуарду да Силва Паиш — являлись ближайшими сподвижниками Салазара, принадлежали к ключевым фигурам режима и во многом определяли государственную политику. Тем не менее в Португалии во время режима Нового государства отсутствовала смертная казнь, отменённая в этой стране ещё в 1867 году.
Во время гражданской войны в Испании на стороне Франко воевал Легион Вириатос из португальских добровольцев. Во время Второй мировой войны Португалия сохраняла нейтралитет, хотя в 1943 году она предоставила Великобритании военные базы на Азорских островах. 4 апреля 1949 года Португалия стала одним из государств-основателей НАТО.
Серьёзная оппозиция Салазару впервые проявилась на президентских выборах 1958 года, когда победил адмирал Америку Томаш, поддерживаемый Салазаром, но генералу Умберту Делгаду, возглавлявшему оппозицию, удалось набрать четверть всех голосов. В итоге в 1959 году прямые выборы президента были отменены, а право выбора президента было передано избирательной коллегии. В 1965 году ПИДЕ организовала убийство Умберту Делгаду.
В 1961 году португальские территории Гоа, Даман и Диу в Индии были оккупированы индийскими войсками и присоединены к Индии. В 1960-е годы начались антиколониальные восстания в Португальской Гвинее, Португальской Западной Африке и Португальской Восточной Африке. В итоге Португалия направила в эти колонии значительную часть армии и тратила большие средства на борьбу с повстанцами. Одним из последствий колониальных войн стала эмиграция 1,6 млн португальцев, которые не желали служить в армии и в поисках работы выехали в разные страны мира.
В январе 1961 года 18 португальцев, 13 испанцев и 2 венесуэльца под руководством португальского политического эмигранта Энрике Гальвао захватили португальское пассажирское судно «Санта-Мария». Захват «Санта-Марии» вызвал широкий международный резонанс и привлёк внимание к ситуации в Португалии.
27 сентября 1968 года у Салазара произошёл инсульт после падения со сломавшегося под ним стула, и премьер-министром стал Марселу Каэтану (при этом президент Америку Томаш и влиятельная экономка премьера Мария ди Жезуш поддерживали у Салазара иллюзию, будто он остаётся главой правительства). Каэтану продолжил политический курс в несколько смягчённом виде. На парламентские выборы 1969 года была допущена оппозиция при системе, при которой все места отдавались партии, набравшей большинство голосов. Оппозиция организовала независимые Демократические избирательные комиссии и Португальское демократическое движение как легальное движение, объединявшее оппозиционные силы. Избирательная комиссия движения набрала 10 %, и независимые комиссии были запрещены.
9 сентября 1973 года возникло подпольное «Движение капитанов», образованное средними и младшими офицерами, у руководства которым со временем оказались сторонники левых политических взглядов, добившихся внесения в программу движения поправки, гласившей, что Португалия сделала «социалистический выбор». 25 апреля 1974 года армия, возглавляемая «Движением капитанов», свергла правительство Каэтану.

## Причины «Революции гвоздик»
В 1973 году Португалия была беднейшей страной Западной Европы, занимая 39-е место по уровню жизни населения. Охранительная политика режимов Антониу Салазара и Марселу Каэтану за полвека превратила страну в одно из самых отсталых аграрных европейских государств. Но и в сельском хозяйстве уровень механизации был минимален, производство продукции фактически не росло, а, к примеру, урожайность зерновых была в 5 раз ниже, чем в других странах Западной Европы. Сельское население было почти полностью неграмотным и практически нищим по сравнению с фермерством Франции или ФРГ.

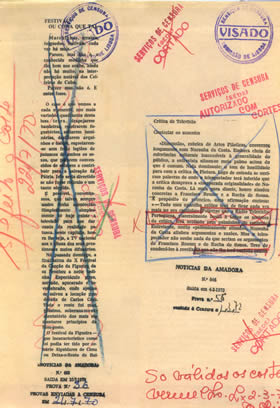

Страна ввозила в основном промышленную продукцию, расплачиваясь за неё тем, что производило сельское хозяйство. Это не способствовало развитию собственной промышленности, хотя Португалия обладала огромными сырьевыми ресурсами в своих африканских колониях. Правительство предпочитало отправлять сырьё за рубеж, не вкладывая денег в развитие страны. Даже обладая запасами нефти в Анголе, правящие круги Португалии не озаботились её освоением и переработкой и, когда через 15 лет после её открытия арабские страны объявили Западу нефтяное эмбарго, Португалия, «сидя на нефти», осталась без бензина.
Торговля сырьём, за счёт которой португальское правительство хотело обеспечить стране спокойствие, оказалась под ударом в 1961 году, когда в африканских колониях — Португальской Гвинее, Португальской Западной Африке и Португальской Восточной Африке — началась партизанская война против метрополии. Огромные военные расходы только ухудшили положение Португалии. Последними политическими аргументами премьер-министра Марселу Каэтану стали «борьба с коммунизмом в колониях» и «атлантическая солидарность» в рамках НАТО, за счёт которых он пытался привлечь максимальную военную и экономическую помощь.
В 1973 году бегство капиталов из Португалии приняло больший размах. Теперь в экономику не вкладывалось вообще ничего, а за рубеж были переправлены 1,4 миллиарда эскудо. Премьер-министр Марселу Каэтану решил проблему тем, что запретил публиковать эту статистику.
Неизменная политическая система страны не отражала настроений общества, спектра политических взглядов и тщательно изолировала население от управления страной. В этих условиях в Португалии нелегально или полулегально распространялись радикальные политические взгляды от нацизма Гитлера до теорий Мао Цзэдуна. Марксизм и социалистические учения проникли даже в традиционную опору режима — в офицерский корпус, значительную часть которого правительство самоубийственно унижало своей социальной и кадровой политикой.

## Экономические последствия ликвидации «Нового государства»

### Для Португалии
С начала 1960-х и до середины 1970-х годов (переворота 1974 года) в экономике Португалии наблюдался устойчивый рост (среднегодовые показатели: ВВП — 6,9 %, промышленное производство — 9 %, потребительские расходы населения — 6,5 %, валовое накопление основного капитала — 7,8 %) с инфляцией, не превышающей 4 % в год. За этот период ВВП вырос на 120 %. После переворота, вскоре за которым последовала национализация промышленности и земельная реформа, а также широкомасштабное регулирование цен, начался длительный период экономических неурядиц с падением среднегодовых показателей экономического роста (ВВП — 2,7 %, промышленное производство — 4,8 %, потребительские расходы населения — 2,7 %, валовое накопление основного капитала — 3,1 %). Среднегодовая инфляция в 1980-х годах составляла 18 %.
В 1960 году до начала структурных преобразований в экономике страны её показатель ВВП на душу населения составлял 38 % от среднего для ЕЭС. В 1968 году этот показатель достиг 48 %, а в 1973 — накануне переворота — составил 56,4 %. В 1975 году он снизился до 52,3 % и к 1991 году смог вырасти лишь до 54,9 %.
За период с 1973 по 1988 годы соотношение государственного долга к ВВП Португалии выросло в четыре раза и достигло показателя в 74 %.
При сходных значениях инвестиционного коэффициента (24 % и 26,7 % ВВП до переворота и в 1980-х годах соответственно) их эффективность, как отношение роста ВВП к инвестиционному коэффициенту, до переворота была почти в три раза выше (28,6 % против 10,1 %).
После переворота 1974 года в Португалию хлынули беженцы — португальские граждане, проживавшие до этого в «заморских провинциях» (в основном, в Анголе и Мозамбике) и оказавшиеся без средств к существованию. Их численность превысила 1 миллион человек при населении метрополии в 8,66 миллиона человек (1970 год).
Имевшая место до переворота эмиграция пацифистски настроенной части португальской молодежи после него сменилась эмиграцией (в основном, в Бразилию) управленческого и квалифицированного технического персонала, вызванная политикой «выравнивания доходов» и «антифашистскими чистками».
В принятой после переворота (1976 год) конституции страны национализация португальской экономики провозглашалось необратимой победой трудящихся классов. После изменений конституции, внесённых в 1982 и 1989 годах, из неё исчезли упоминания об «обобществлении средств производства», «бесклассовом обществе» и иные положения марксистского характера.

### Для «заморских провинций»
До переворота экономический рост также наблюдался в «заморских провинциях» Португалии, даже во время длительной войны с партизанскими силами антиколониального движения национального освобождения. Такому росту во многом способствовала преференциальная тарифная политика в рамках начатой в 1961 году интеграционной программы. Согласно этой политике были отменены таможенные пошлины на импортируемые в Португалию товары, произведенные на заморских территориях, в то время как сами эти территории сохранили право облагать португальский импорт пошлинами, величина которых, в большинстве случаев, составляла 50 % от величины таможенных пошлин на товары, ввозимые из других стран. Такая система, с одной стороны, существенно облегчала доступ португальской продукции к рынкам её заморских территорий, а с другой — способствовала быстрому росту таких секторов экономики заморских территорий, как сельское хозяйство, рыболовство, добыча полезных ископаемых (нефти, алмазов и руд металлов), производство цемента и текстиля.
После получения этими странами независимости от Португалии в них началась гражданская война, длившаяся более 15 лет в Мозамбике и более 25 лет в Анголе.